# Ludwik Edward Cestac
Ludwik Edward Cestac (właśc. Louis-Edouard Cestac) (ur. 6 stycznia 1801 w Bajonnie, we Francji, zm. 27 marca 1868) – francuski ksiądz, współzałożyciel zgromadzenia Les Servantes de Marie, błogosławiony Kościoła katolickiego.
Louis-Edouard Cestac urodził się 6 stycznia 1801 roku. Jego ojciec był chirurgiem. W 1822 roku został wysłany do niższego seminarium w Larressore i trzy lata później 26 czerwca 1825 roku otrzymał święcenia diakonatu, a 17 grudnia tego samego roku święcenia kapłańskie w kaplicy wyższego seminarium duchownego w Bajonnie. 31 sierpnia 1831 roku został mianowany proboszczem katedry w Bajonnie. Był współzałożycielem zgromadzenia Les Servantes de Marie. Zmarł 27 marca 1868 roku. Zgromadzenie Les Servantes de Marie rozwija się we Francji, Hiszpanii, Ameryce Łacińskiej, Afryce i Indiach. Uroczysta beatyfikacja Ludwika Edwarda Cestaca odbyła się 31 maja 2015 w Bajonnie, ceremonii w imieniu papieża Franciszka dokonał kard. Angelo Amato.
Jego wspomnienie liturgiczne obchodzone jest 27 marca (dies natalis).